# 261107 Cameroncasimir
261107 Cameroncasimir è un asteroide della fascia principale. Scoperto nel 2005, presenta un'orbita caratterizzata da un semiasse maggiore pari a 2,8085872 au e da un'eccentricità di 0,0708210, inclinata di 7,00052° rispetto all'eclittica.